# ئی‌ام‌دی اس‌دابلیو۱۰۰۰
ئی‌ام‌دی اس‌دابلیو۱۰۰۰ (انگلیسی: EMD SW1000) یک لوکوموتیو دیزلی شانتر ساخت شرکت جنرال موتورز الکترو-موتیو دیزل است.
این لوکوموتیو که مابین سال‌های ۱۹۶۶ تا ۱۹۷۲ تولید میشده دارای ۸ سیلندر و ۱۰۰۰ اسب بخار قدرت بوده است.